# دلازیان
دلازیان یکی از روستاهای بزرگ و تاریخی شهرستان سمنان در استان سمنان ایران است. این روستا در دهستان حومه در بخش مرکزی شهرستان واقع است.
روستای دلازیان در ۸ کیلومتری جنوب سمنان در سوی دیگر خط راه‌آهن تهران - مشهد و پس از روستاهای خیرآباد و رکن‌آباد جای دارد. مردم این روستا به زبان فارسی سخن می‌گویند. بر اساس سرشماری سال ۱۳۸۵ جمعیت دلازیان ۱۲۰ نفر (۴۴ خانوار) بوده است.
این روستا در دشت جنوب سمنان واقع شده و دارای آب و هوای معتدل و خشک است. از ایستگاه راه‌آهن سمنان راه فرعی دارد. مجموعه تپه های میرک با قدمت بیش از شصت و سه هزار سال در جنوب این روستا واقع است و در ۲۵ کیلومتری جنوب روستا، معدن گوگرد دلازیان وجود دارد. محصولات روستا شامل غلات، پنبه، هندوانه و شغل بیشتر اهالی کشاورزی و شترداری است.

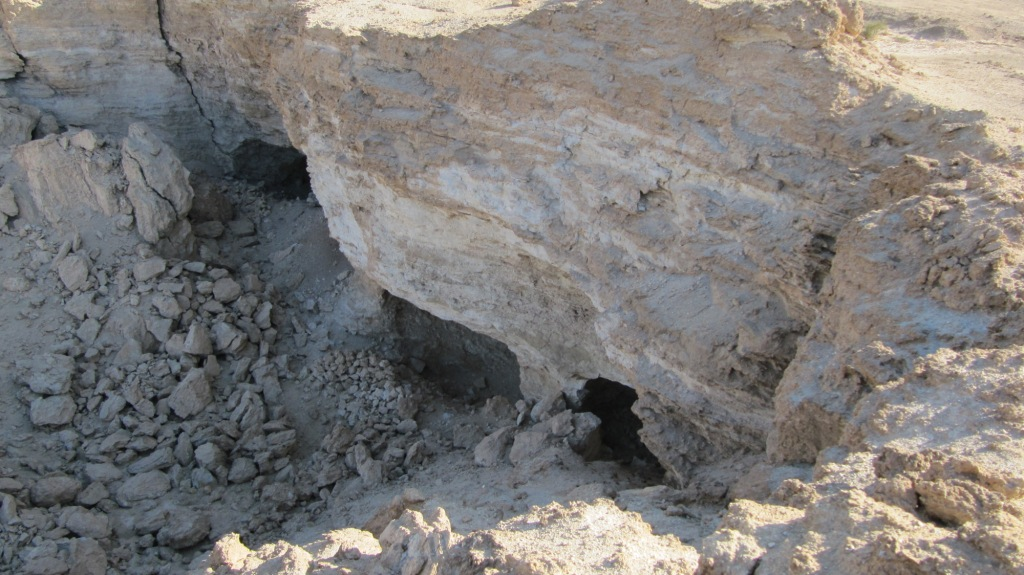
معدن متروکه گوگرد دلازیان
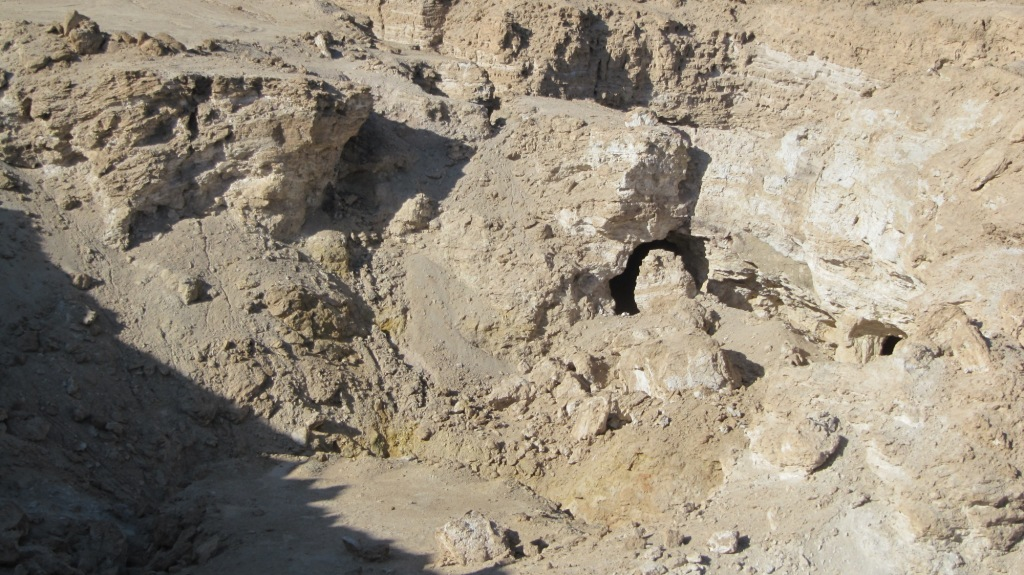
معدن متروکه گوگرد دلازیان